# 普宁寺
普宁寺，俗称大佛寺，位于河北省承德市，是一座藏传佛教格鲁派寺院，也是“外八庙”之一。普宁寺现为宗教活动场所。

## 历史
普宁寺位于避暑山庄东北的武烈河畔，因寺内有一尊金漆木雕大佛，故亦称“大佛寺”。普宁寺建于清朝乾隆二十年（1755年），乾隆二十四年（1759年）建成。清廷平定了厄鲁特蒙古准噶尔部台吉达瓦齐叛乱后，在避暑山庄为厄鲁特四部贵族封爵，乾隆帝仿西藏桑鸢寺（桑耶寺、三摩耶庙）的形制建造普宁寺。乾隆帝建普宁寺是效仿康熙帝解决喀尔喀蒙古问题之后在多伦诺尔建汇宗寺的做法。“普宁寺”意取边疆民族“安其居，乐其业，永永普宁”之意。
六世班禅从西藏来到热河（今承德）为乾隆帝祝寿时，先到普宁寺礼佛后，再到避暑山庄觐见乾隆帝。清朝内外蒙古佛教领袖章嘉活佛、哲布尊丹巴活佛每来避暑山庄觐见皇帝后，必到普宁寺为喇嘛讲经。寺内还举办法会，组织辩经、跳查玛等宗教活动。普宁寺逐渐成为清朝塞外藏传佛教中心。
1961年，普宁寺被列为第一批全国重点文物保护单位。1994年，包括普宁寺在内的“承德避暑山庄及其周围寺庙”被联合国教科文组织批准为世界遗产。1999年，寺内供奉的金漆木雕大佛入选吉尼斯世界纪录。2007年，包括普宁寺在内的“承德避暑山庄及周围寺庙景区”被评为国家5A级旅游景区。
1985年6月，经国务院宗教事务局批准，普宁寺恢复宗教活动，成为承德市唯一住有僧人的寺庙。该寺又被列为汉族地区佛教全国重点寺院。恢复宗教活动后，该寺先后从内蒙古、青海等地请来数十名喇嘛，并请来由九世班禅参与转世的哈木尔活佛为普宁寺恢复宗教活动后的第一任住持。随后，普宁寺成立了教务委员会。每日按照佛教仪轨举行佛事活动，每年举办1到2次大型法会。
普宁寺东侧是其附属寺院普佑寺，为扎仓（经学院）。

## 建筑
普宁寺建在山坡上，坐北朝南，占地面积33000平方米，有主要建筑29座。建筑风格独特，吸收并融合了汉传佛教和藏传佛教的寺院建筑格局。以大雄宝殿为界，分为前、后两部分。前半部分为汉传佛教“伽蓝七堂”式布局，中轴线上依次分布着山门、碑亭、天王殿、大雄宝殿等殿堂，两侧为钟鼓楼和东西配殿。后半部分为藏传佛教风格的寺庙建筑，是仿西藏桑鸢寺而建的藏式曼陀罗。平面有一条南北中轴线贯穿。主要建筑有：
- 牌坊：山门前原来有四柱九楼木牌坊三座。牌坊前为广场。过去每年农历正月十三日，喇嘛在广场跳布扎（俗称“打鬼”）。[1]
- 山门：面阔五间，单檐歇山式琉璃瓦顶，内有哼哈二将塑像。“普宁寺”三字为乾隆帝御题。山门两侧有东西掖门。山门内左右各有宝幢一根。[1]
- 碑亭：位于山门内正中。碑亭內矗立三通石碑：《普寧寺碑》、《平定准噶爾勒銘伊犁之碑》、《平定准噶爾后勒銘伊犁之碑》，每通碑都是用满、汉、蒙、藏四种文字书写。[1]
- 天王殿：面阔五间，进深三间，绿剪边黄琉璃瓦单檐歇山顶。殿内主供布袋和尚（大肚彌勒佛），背后是护法神韦驮像，两厢是四大天王。天王殿东西砌腰墙，墙上辟门。[1]
  - 钟楼、鼓楼：位于天王殿前的东西两侧，碑亭的两侧。[1]
- 大雄宝殿：面阔七间，进深五间，重檐歇山顶，覆黄琉璃瓦绿剪边，顶部大脊置铜质鎏金宝塔。檐角有七只脊兽：龙、凤、狮、马、海马、狻猊、押鱼。大殿正中供奉三世佛，中间是释迦牟尼，左侧燃燈佛，右侧为弥勒佛，均为木雕金漆像。两侧山墙下的石台上供奉十八罗汉。墙壁上有彩色佛教故事壁画。殿顶绘有六字真言天花。[5]殿位于1.4米高的石须弥座台基上，殿前月台环绕有石栏杆，台阶中央有“云龙石陛”，四角有螭首。大雄宝殿用到了金龙和玺彩画。[1]
  - 东配殿：面阔五间，进深三间，单檐歇山顶，供奉三尊密宗佛像。[1]
  - 西配殿：面阔五间，进深三间，单檐歇山顶，供奉三尊菩萨像，分别为观音菩萨、文殊菩萨、普贤菩萨。[1]
- 大乘之阁：为整个寺院的最主要建筑。大乘之阁下部是1.6米高的须弥座，前带月台，周围有石栏板加云龙望柱，南出三阶，中嵌浮雕云龙石陛，东西各出一阶。大乘之阁面阔七间，进深五间，五顶攒尖聚拢式楼阁，南面出六层檐（第二层为假檐），东西两面出五层檐，南面和东西两面各自下建抱厦，东西两面山墙开有藏式梯形盲窗，北面依山势而为四层檐，檐下均置斗拱饰彩画，檐上覆黄琉璃瓦。每层逐渐内收，第四层收为面阔五间、进深三间。第五层四角对称设四个方亭，顶覆黄琉璃瓦，铜鎏金宝顶，第六层正中设一大方亭，顶覆黄琉璃瓦，大铜鎏金宝顶，五个方亭构成了整个建筑的顶部，四个小宝顶护卫中央的大宝顶。大乘之阁南面第五层檐下悬挂满、蒙、汉、藏四种文字的“大乘之阁”云龙陡匾，第一层抱厦檐下悬挂乾隆帝御笔“鸿庥普荫”云龙横匾。大乘之阁内中空三层，四周设有回廊，一层东、西山墙以及二层东、南、西墙附设栈板墙，上面有万佛龛10094个，原来龛中是藏泥鎏金佛，如今均为仿制品共10078尊。[7]阁中矗立一尊金漆木雕千手千眼观音菩萨，通高27.21米，腰围15米，重110吨，为世界上现存最高大的木质雕像。[7][6][8]雕像采用松、柏、榆、椴、杉五种木材制成，千手千眼观音菩萨在莲花座上持双手合十，背上生出40余只手，每只手上有眼隋，并各持法器一件。其造型庄严与慈善并举，纹理流畅通透。[9]观音菩萨头顶的佛冠为透雕，正面雕一尊结跏趺坐佛，头顶为尊师无量光佛（高1.64米）。观音菩萨像前面供奉两尊胁侍，高15.6米，左（东）为善财，右（西）为龙女。[7]
  - 四大部洲：大乘之阁东、西、南、北四面分别有一座二层高台，下为城台，上为城楼，顶覆黄琉璃瓦，象征四大部洲，分别供奉四大天王。[1]
    - 南赡部洲：位于南面，在四大部洲建筑中最大，是大乘之阁前方的入口，从大雄宝殿后面沿东、西蹬道可以来到南赡部洲，南赡部洲上下均为红色，各开一层藏式白色盲窗，上下层的中央各开一券门，内有磴道。[1]
    - 北俱卢洲：位于大乘之阁正北的山上，内奉四大天王中的北方多闻天王（财宝天王），北俱卢洲上下均为白色，各开一层藏式红色盲窗，上下层的中央各开一券门，内有磴道。[1]
    - 东胜神洲：位于大乘之阁正东的平台上，坐东朝西，上红下白，各开一层藏式盲窗，上下层的中央各开一券门，内有磴道。[1]
    - 西牛贺洲：位于大乘之阁正西的平台上，坐西朝东，上红下白，各开一层藏式盲窗，上下层的中央各开一券门，内有磴道。[1]

  - 月台：位于东胜神洲的东侧，妙严室的北侧。在三个自南至北依次升高的平台上，各有一座台。其中中间者为主台（月光殿），下为城台，正面墙面向内凹，上为城楼，顶覆黄琉璃瓦，下白上红，各开一层藏式盲窗，上下层的中央各开一券门，内有磴道。南侧为一六角形两层白台，平顶，上下两层各开一层藏式盲窗，中央各开一券门，内有磴道。北侧为一长方形两层白台，平顶，上下两层各开一层藏式盲窗，中央各开一券门，内有磴道。[1]
  - 日台：位于西牛贺洲的西侧，弥陀殿的北侧。在三个自南至北依次升高的平台上，各有一座台。其中中间者为主台（日光殿），下为城台，上为城楼，顶覆黄琉璃瓦，下红上白，各开一层藏式盲窗，上下层的中央各开一券门，内有磴道。南侧为一六角形两层白台，平顶，上下两层各开一层藏式盲窗，中央各开一券门，内有磴道。北侧为一长方形两层白台，平顶，上下两层各开一层藏式盲窗，中央各开一券门，内有磴道。[1]
  - 八小部洲：位于大乘之阁的东北、西北、东南、西南，共有八座小台，南边四座在大乘之阁前，北边四座在北俱卢洲前的东西两侧山坡上。其中南侧偏北的两座、北侧偏南的两座，均为一层方台，开一层藏式盲窗，中央开一券门，台顶各有一座喇嘛塔。[1]四塔象征佛教“四智”，红塔（意“妙观察智”，表示佛能明察善恶，妙观万法，位东南）、白塔（意“大圆境智”，表明能辨世界万象，位西北）、绿塔（意“成所作智”，表皈依佛法即可自利利他，位西南）、黑塔（意“平等性智”，表示世界万物平等无差别，位东北）。[5]南侧偏南的两座，下为六角形台，上为方形台，均为白色，上下两层各开一层藏式红色盲窗，中央各开一券门。北侧偏北的两座，上下均为六角形台，均为白色，上下两层各开一层藏式红色盲窗，中央各开一券门。[1]
  - 妙严室：位于大乘之阁东南，是一个院落。院内南为院门，北面正房为卷棚硬山顶，青砖灰瓦，东、西、南为游廊，西游廊西侧的院墙上开门通往大乘之阁院落。出南侧的院门有东、西蹬道可下至普宁寺东院的裙房院落。妙严室为乾隆帝来寺瞻礼时的休息之所。[1]
  - 弥陀殿：又名往生堂，位于大乘之阁西南，是一个院落。院内南为院门，北面主殿内供奉阿弥陀佛、大势至菩萨、观音菩萨。西配殿供奉地藏王菩萨、婆罗门女、阎罗王。东配殿东侧的院墙上开门通往大乘之阁院落。三个殿均为青砖灰瓦，硬山顶。出南侧的院门有东、西蹬道可下至普宁寺西院的裙房院落。[1]
- 上客堂：位于普宁寺西院，是接待客人之处。上客堂佛乐宫可容纳200多人观赏，二楼环绕游廊，设有8个包厢。[4]
- 普宁街：位于普宁寺旁边，是一条有清代风韵的文化商业街。有清代民俗表演，并出售古玩字画。[4]

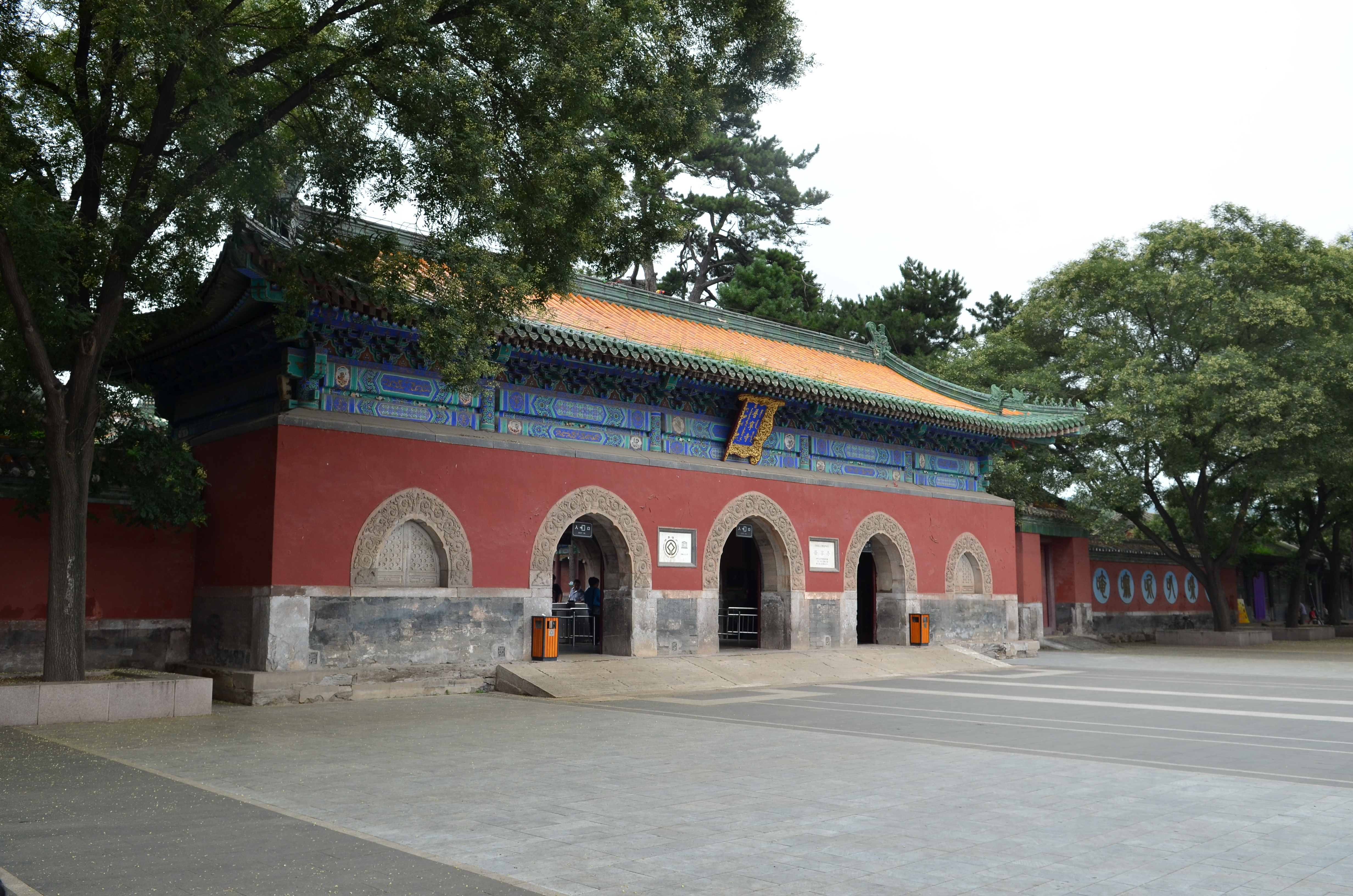
山门
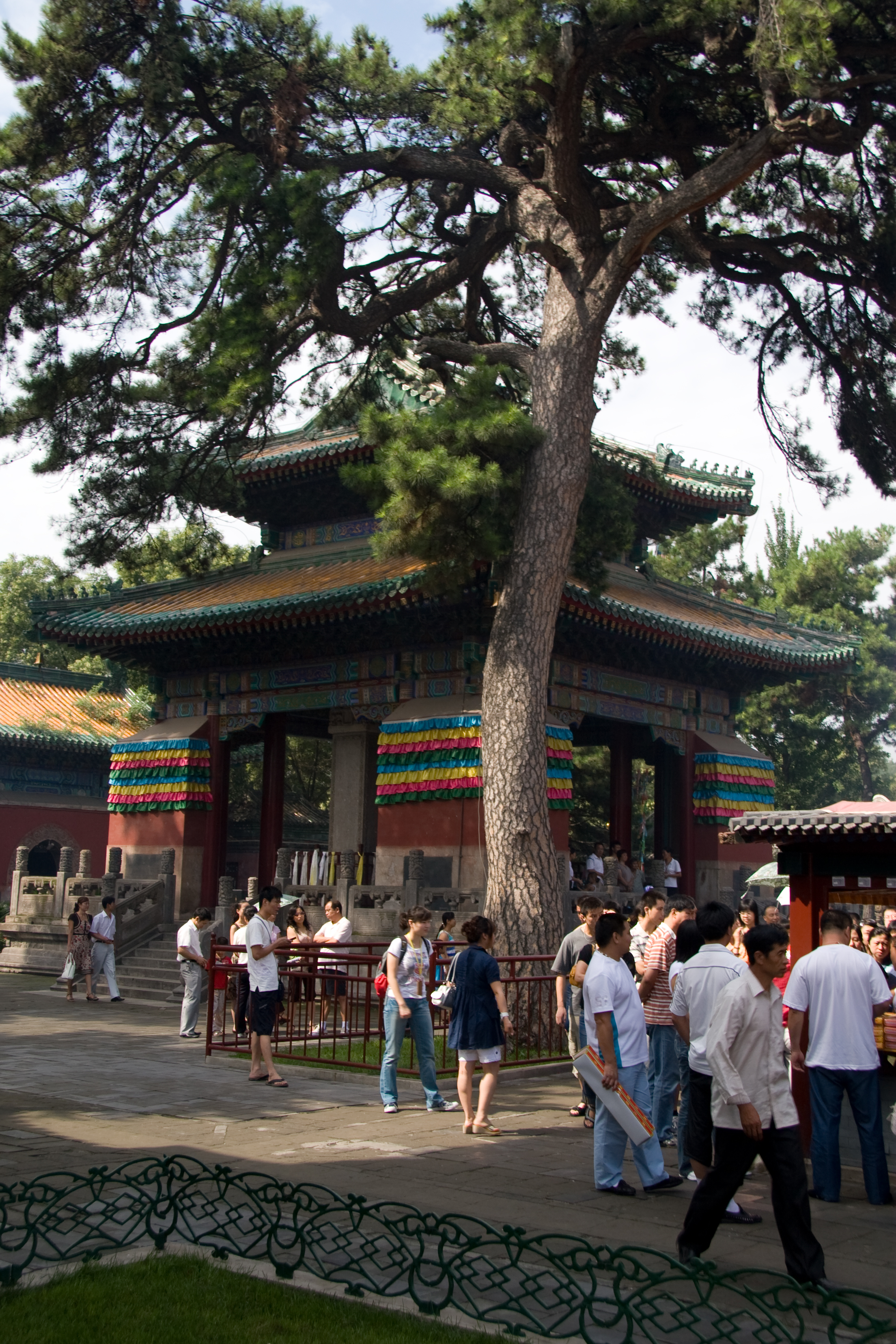
碑亭
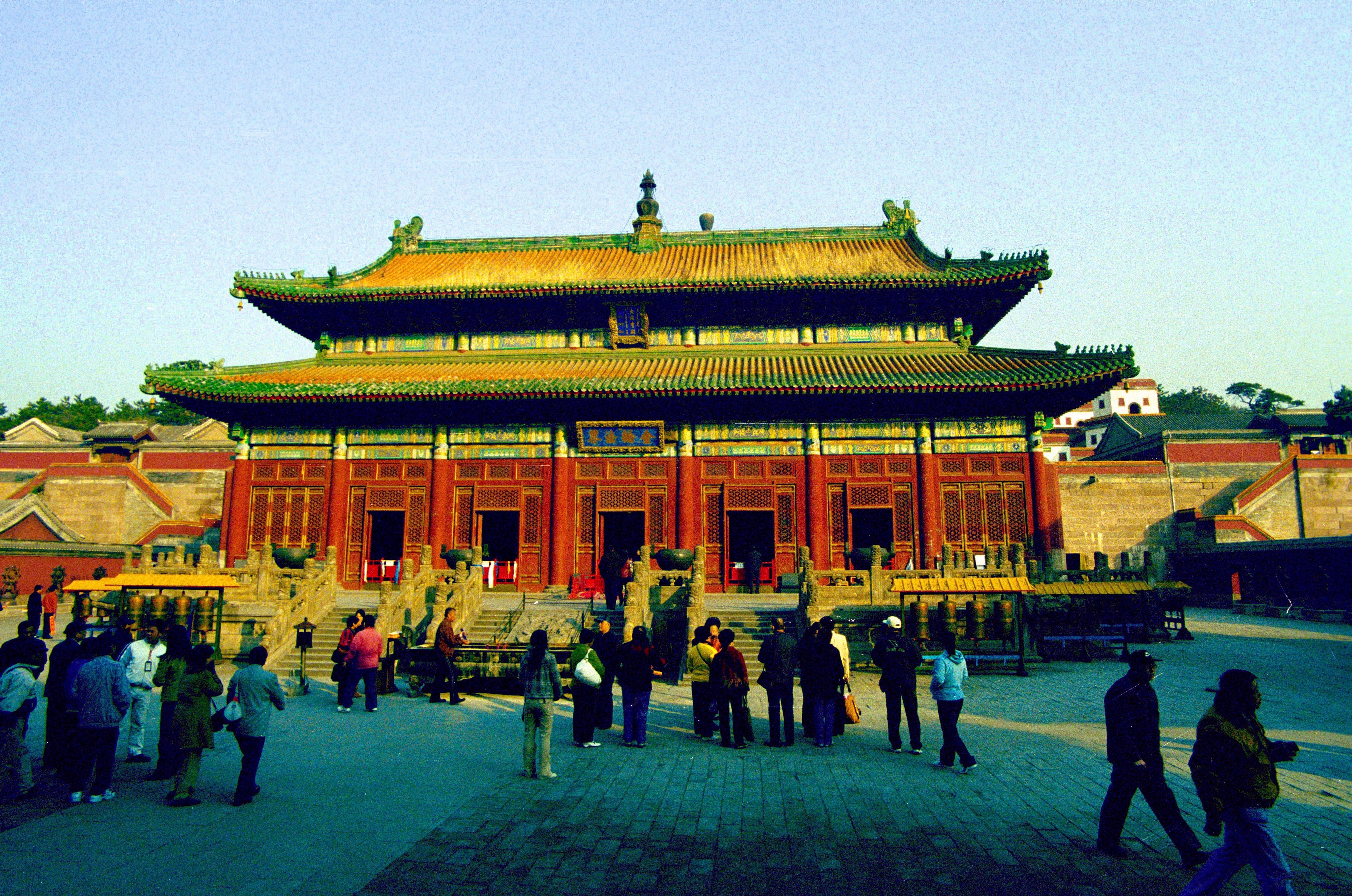
大雄宝殿
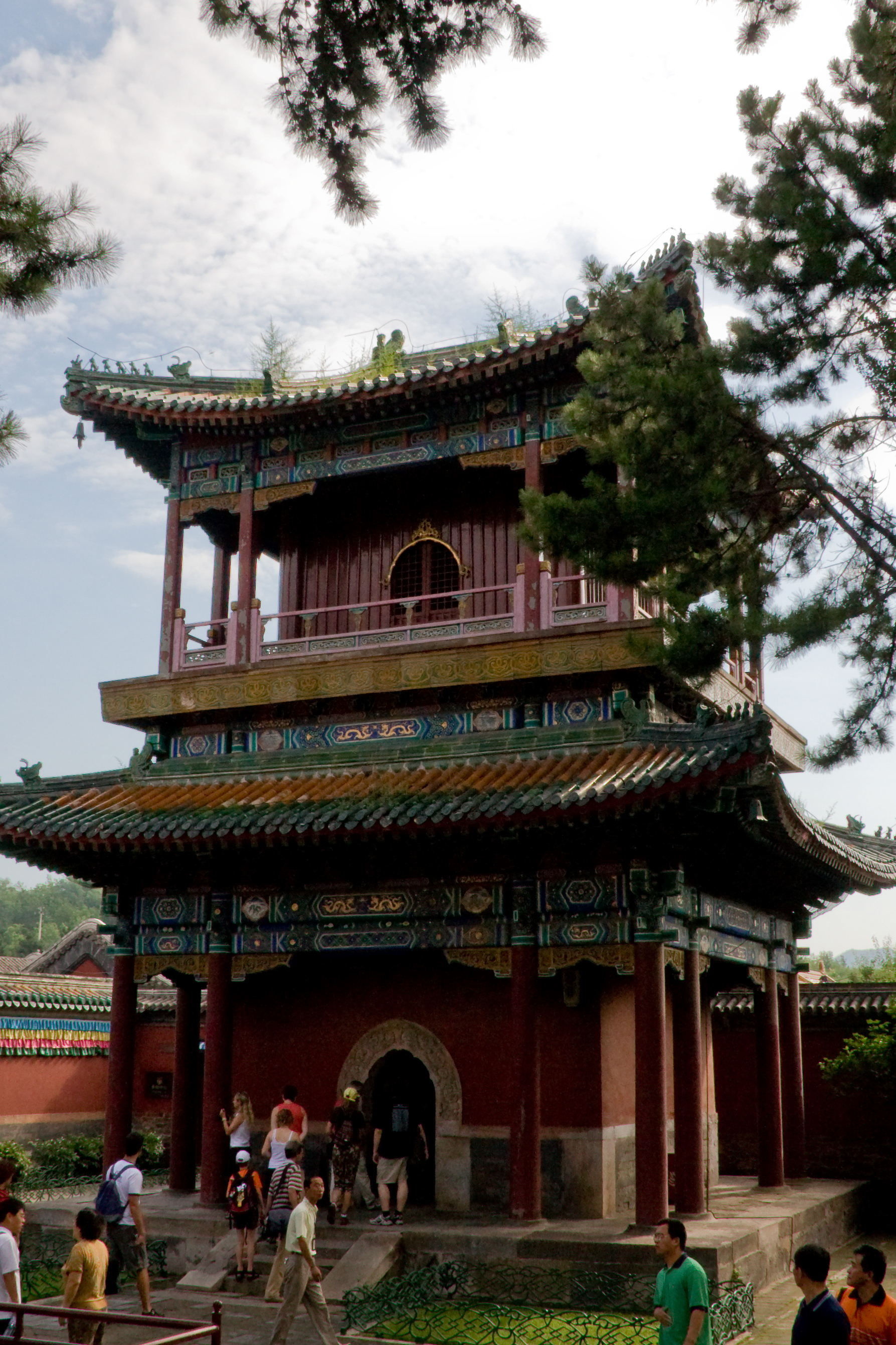
钟楼
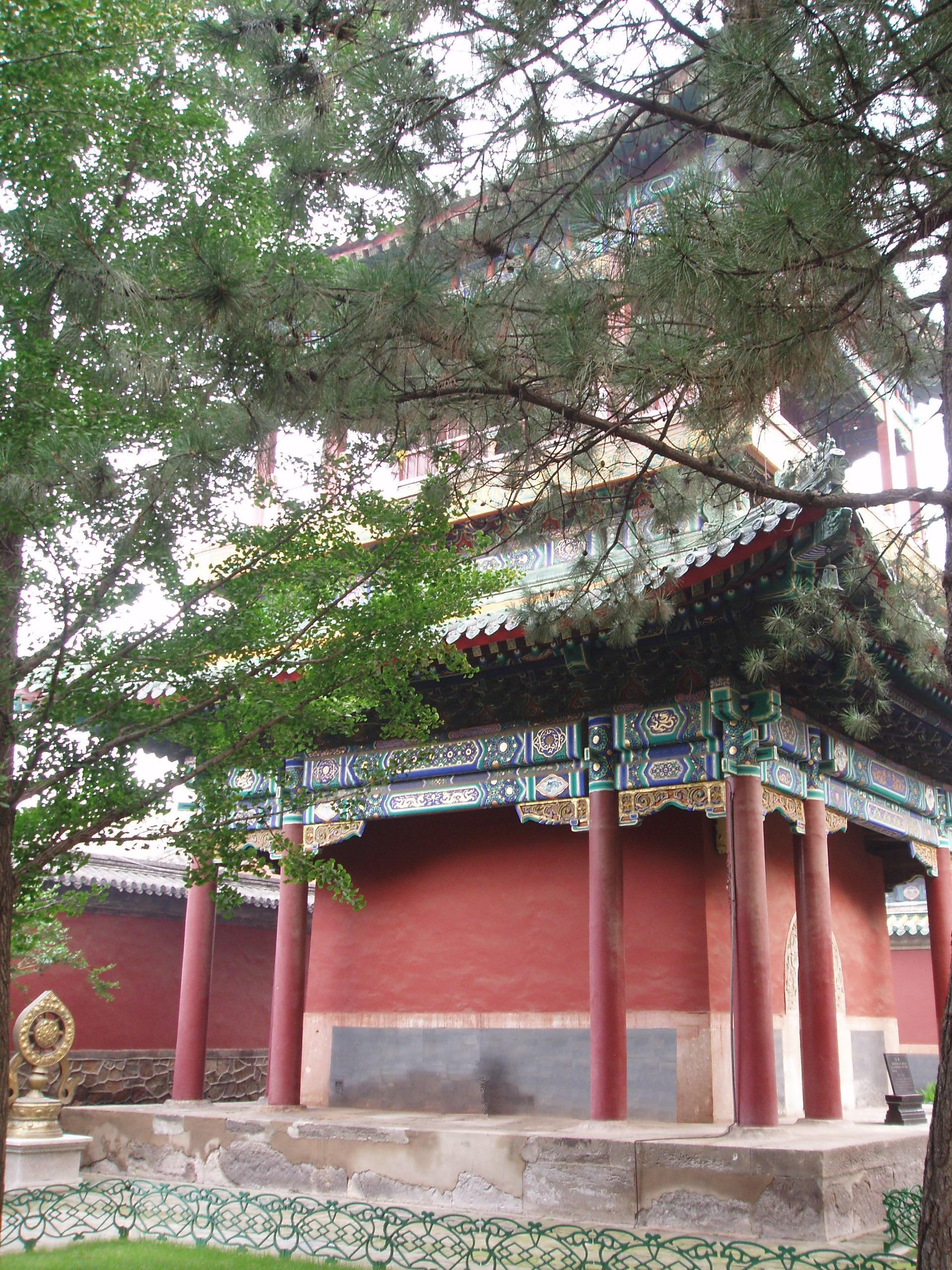
鼓楼
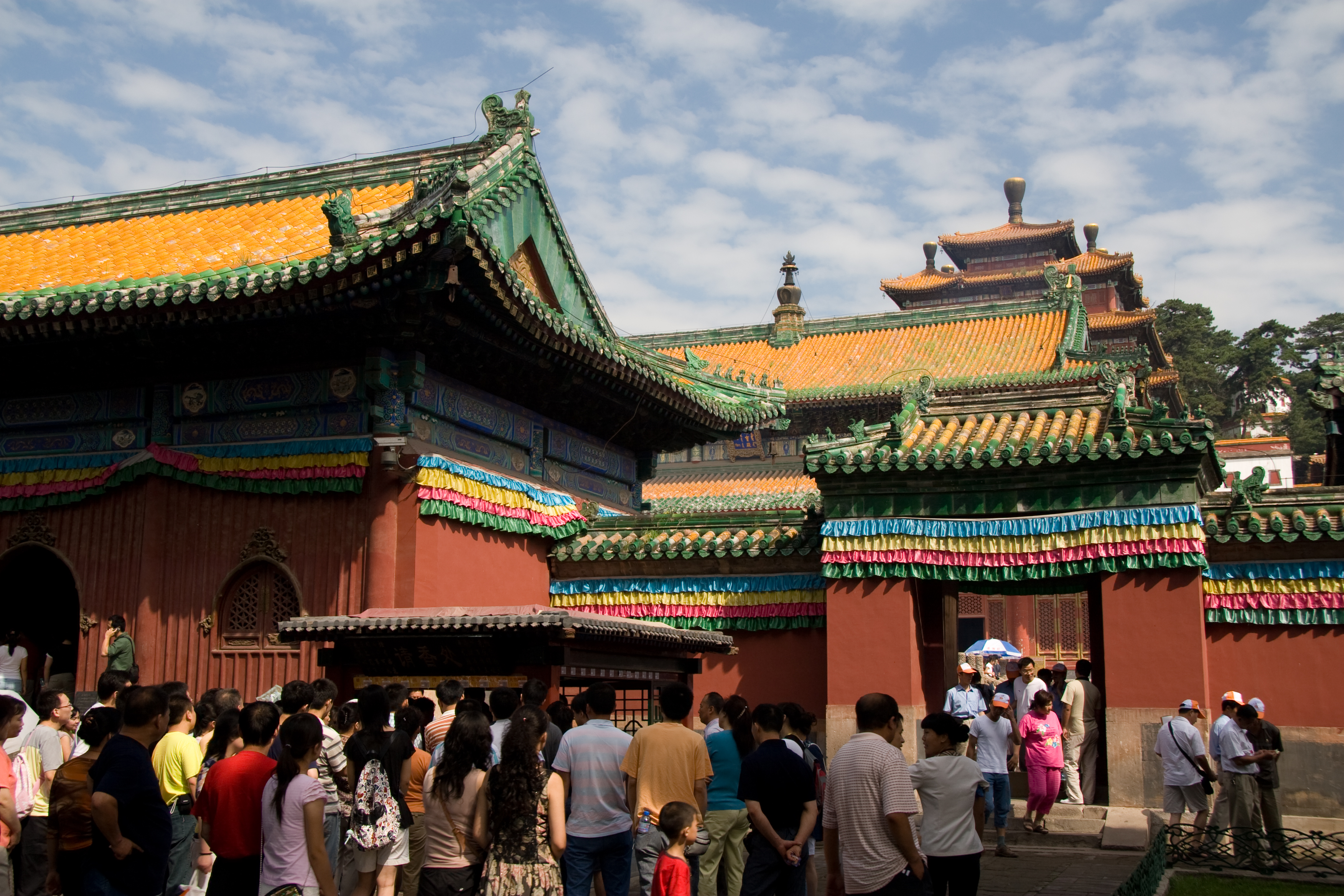
天王殿、大雄宝殿、大乘之阁
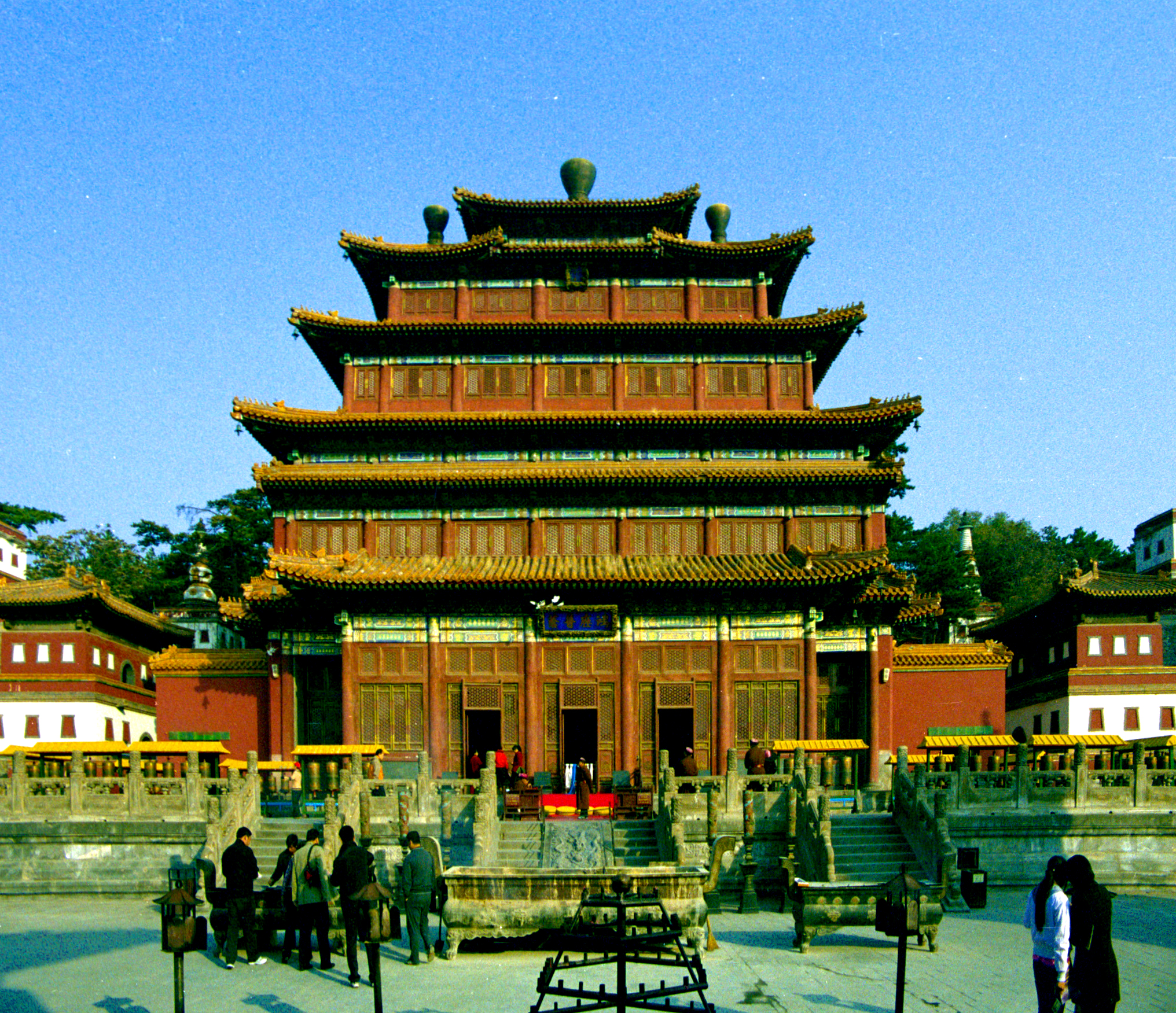
大乘之阁
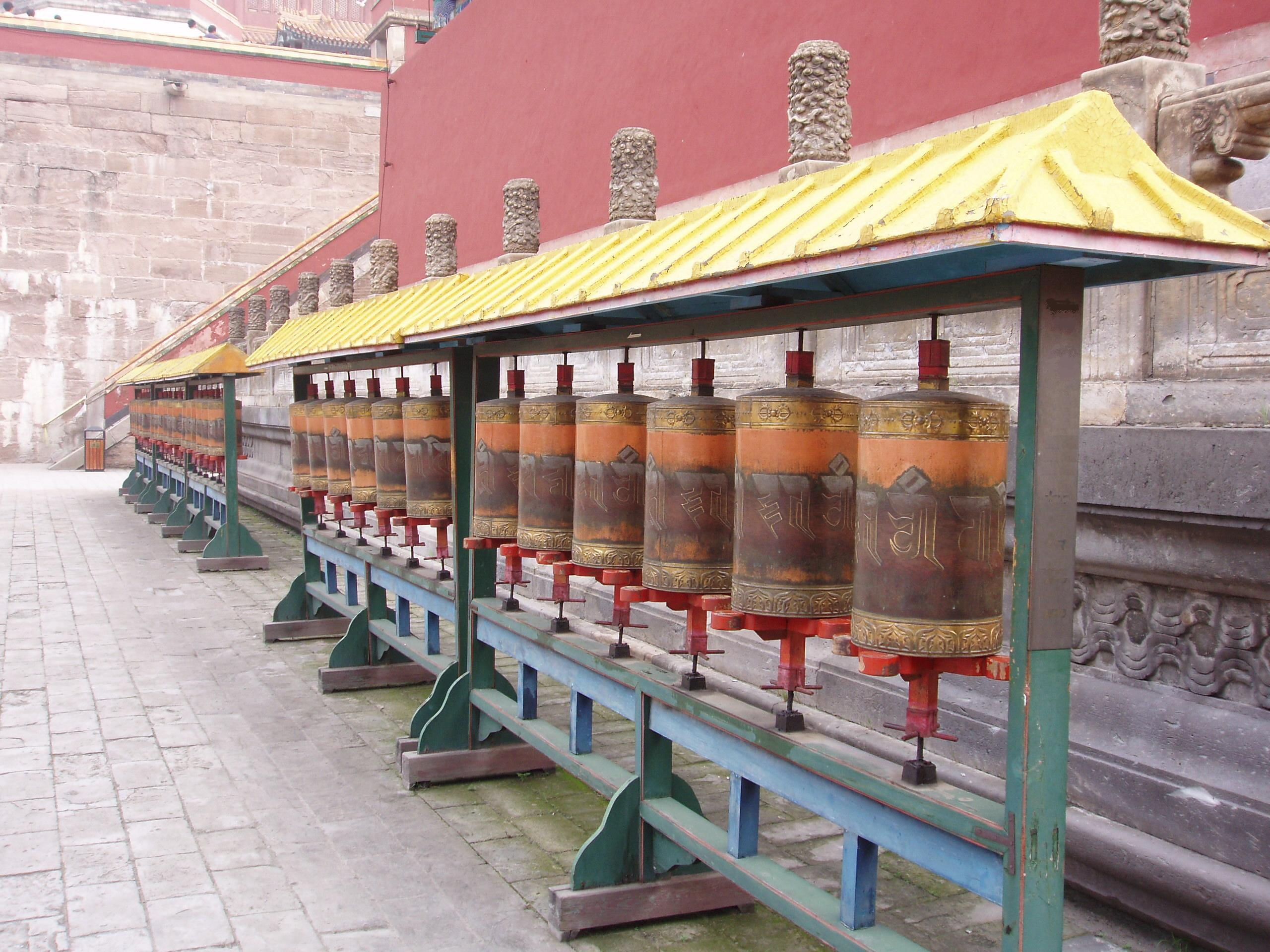
普宁寺内的藏式转经筒
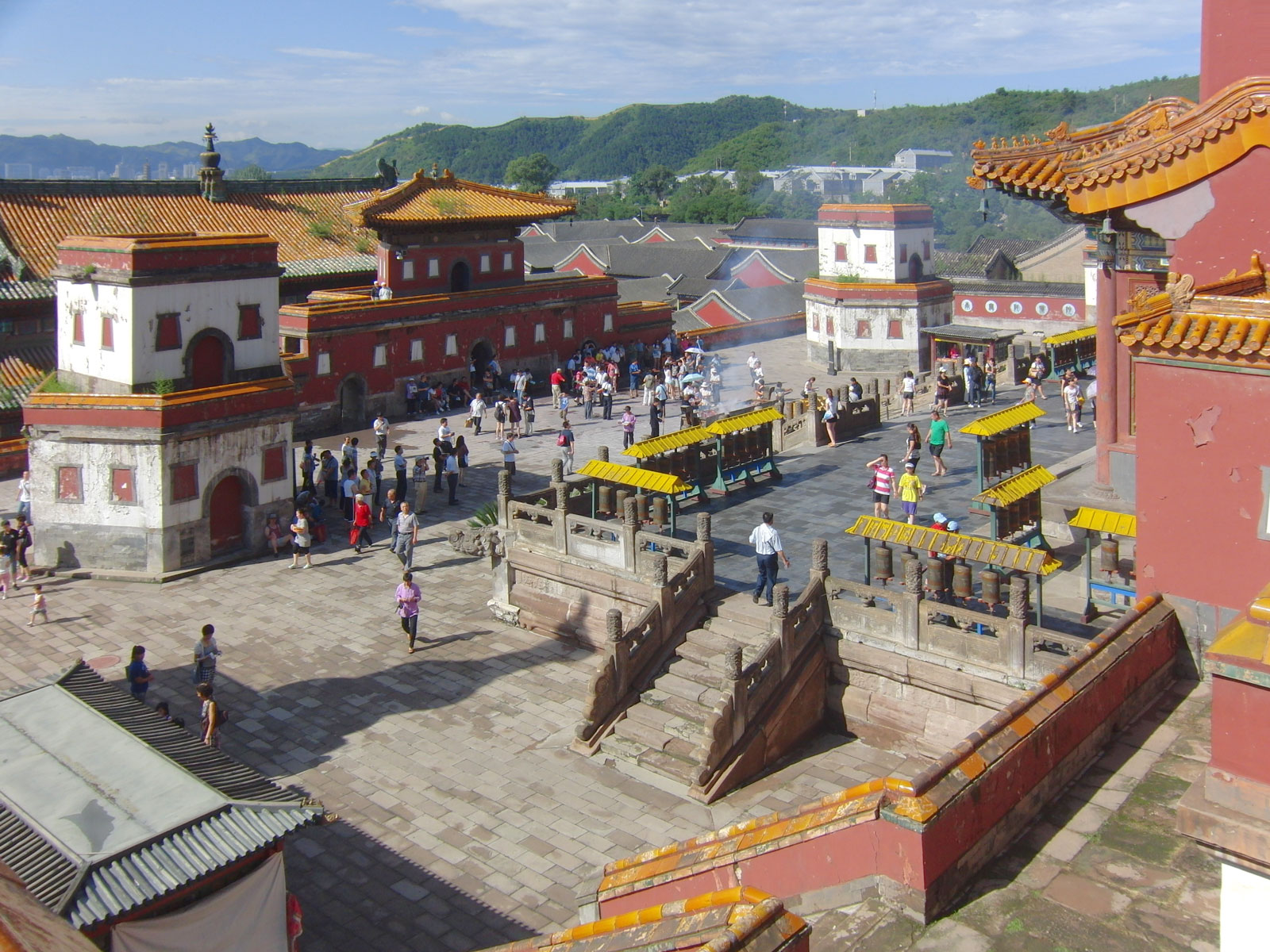
从大乘之阁东侧看大乘之阁前的院落。可见四大部洲中的南赡部洲，以及八小部洲中最南侧的两个
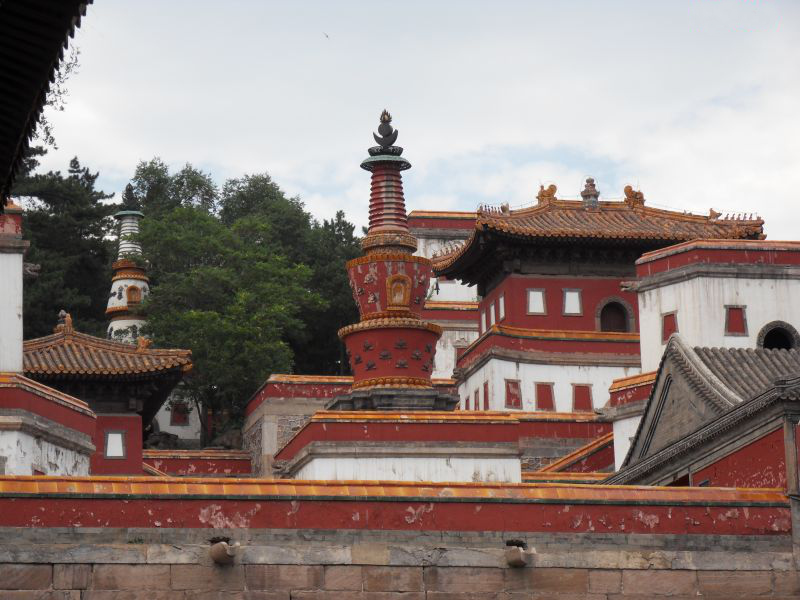
八小部洲中东南方的一个，上面为红塔。右侧是月台。右下方灰瓦顶建筑是妙严室
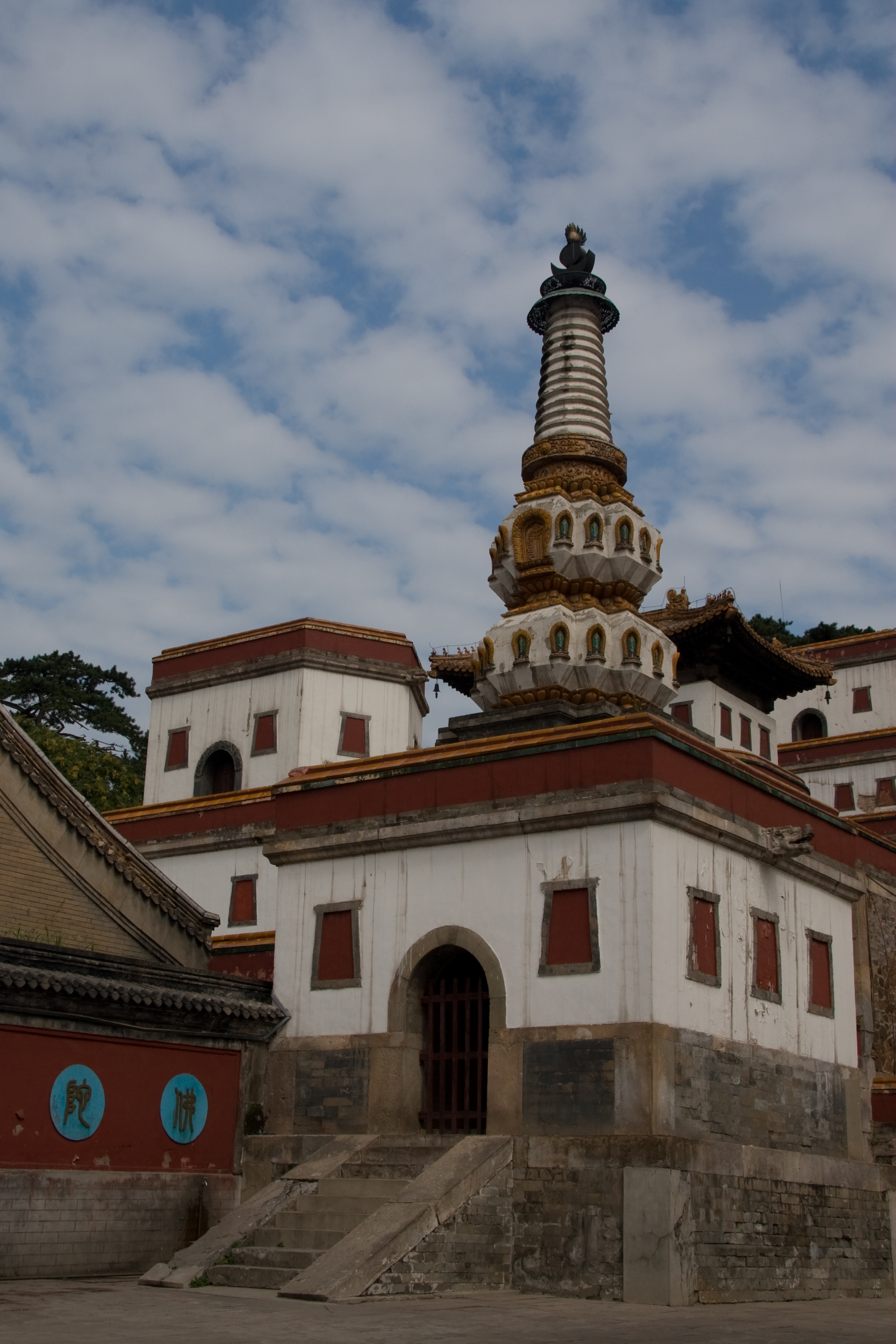
八小部洲中西南方的一个，上面为绿塔。左侧墙内是弥陀殿
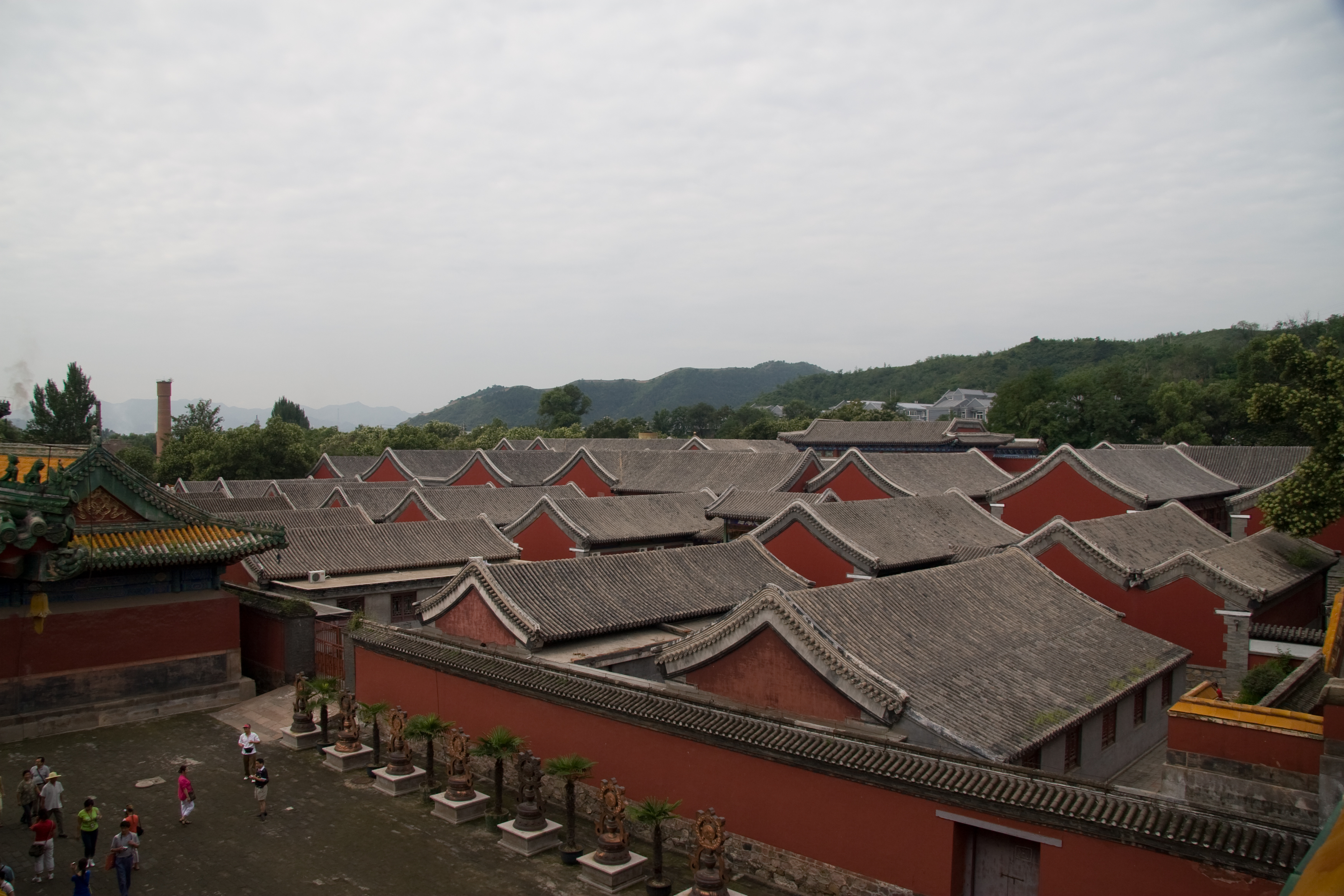
普宁寺西院的裙房
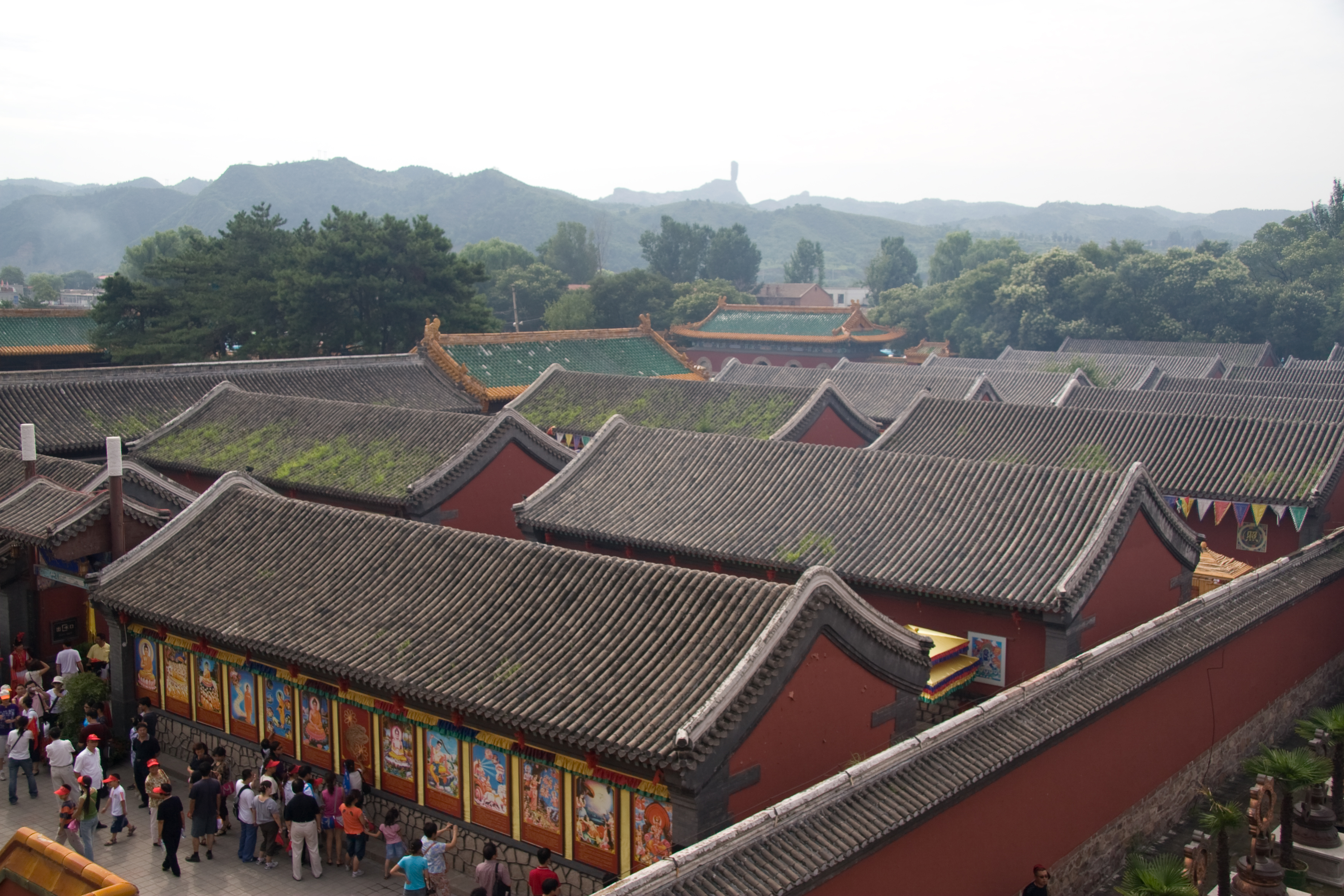
普宁寺东院的裙房
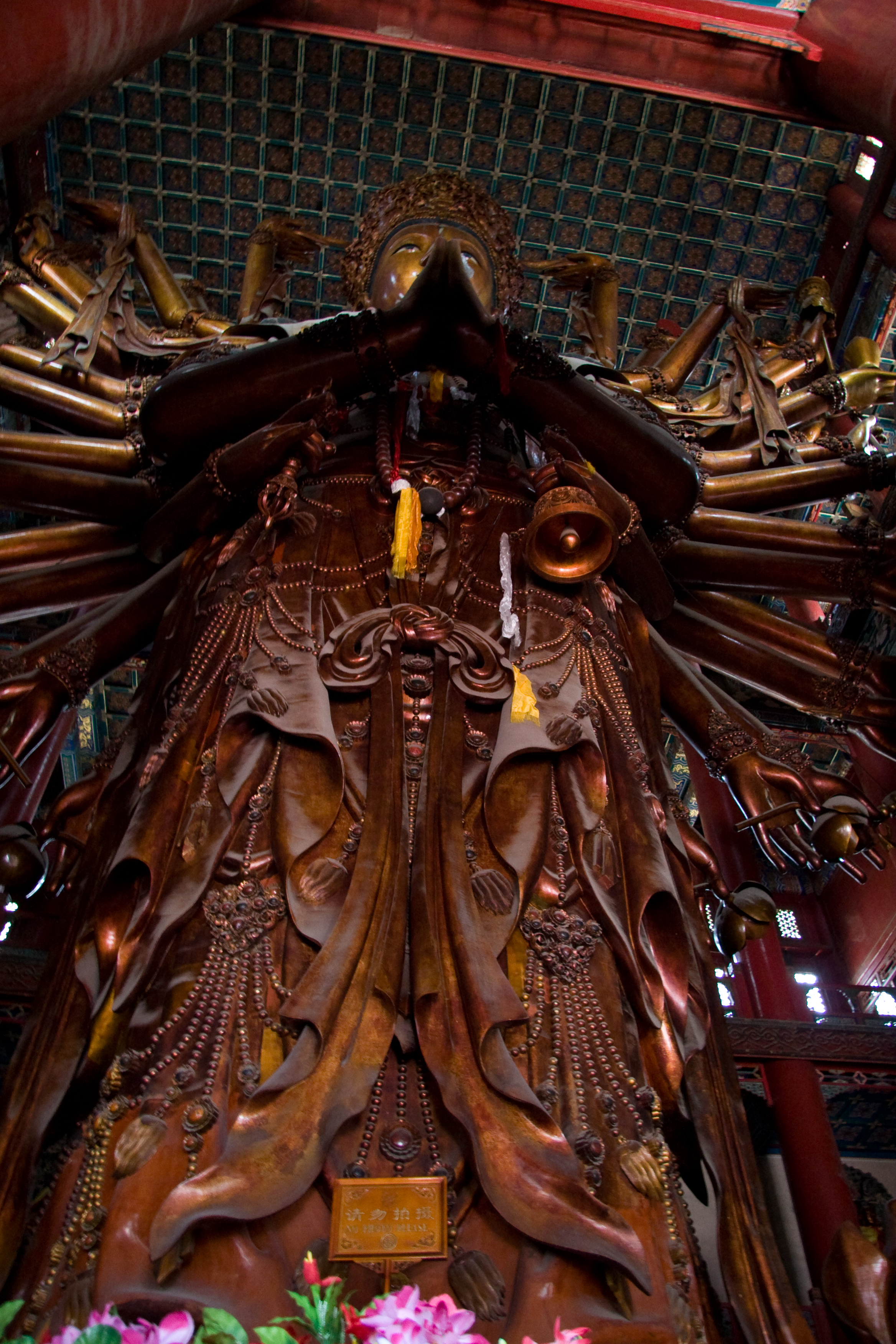
大乘之阁内的金漆木雕千手千眼观音菩萨
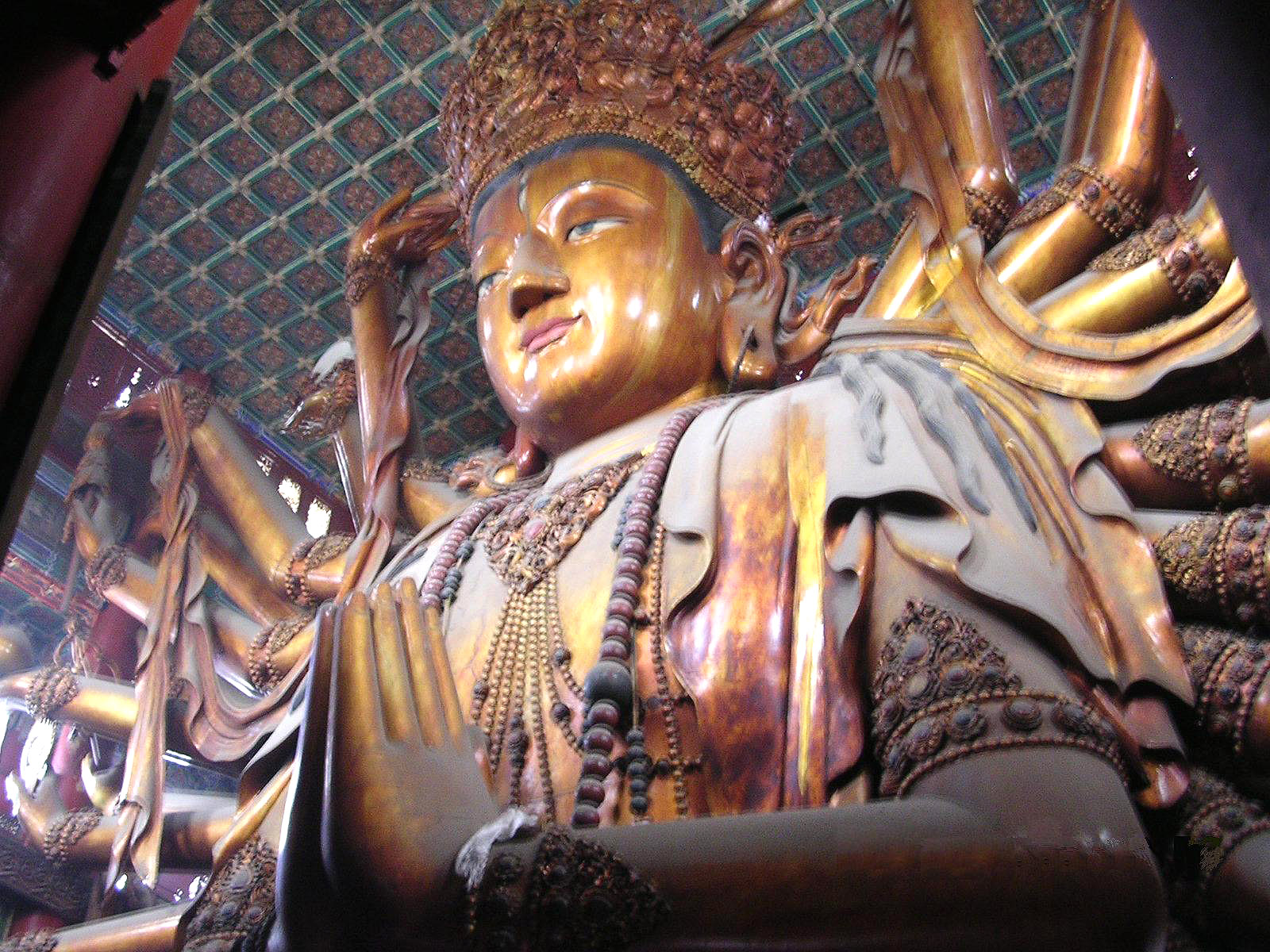
大乘之阁内的金漆木雕千手千眼观音菩萨
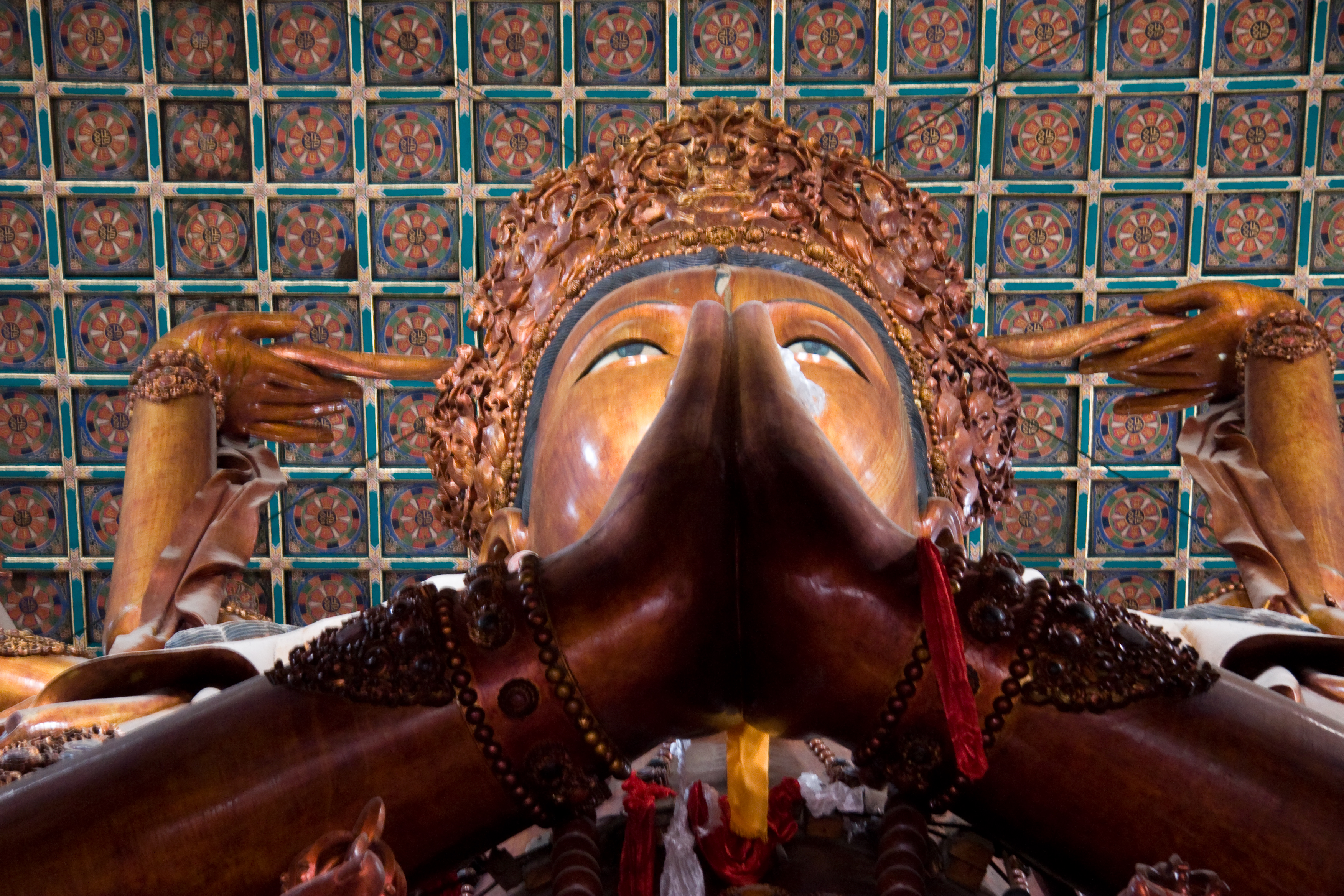
大乘之阁内的金漆木雕千手千眼观音菩萨
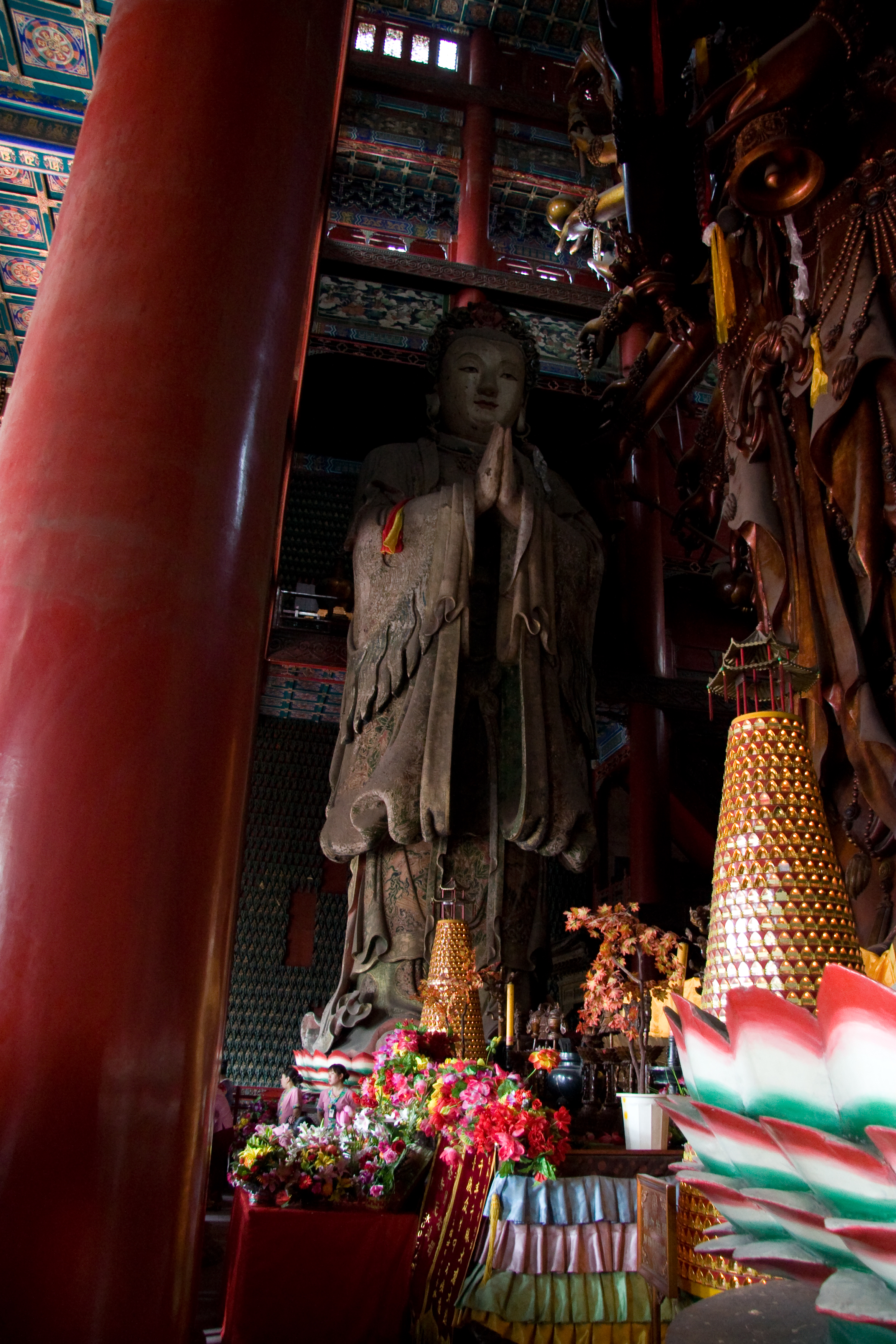
大乘之阁内观音菩萨前的龙女

## 佛事活动
普宁寺有佛门圣地“曼陀罗佛国世界的中心”之称，是中国北方最大的佛事活动场所。自恢复宗教活动以来，截至2000年代，普宁寺先后举办过大威德怖畏金刚灌顶法会、展佛法会、时轮金刚灌顶大法会、观世音菩萨灌顶大法会等60余次大型法会。普宁寺僧众还出访过日本、菲律宾、香港、台湾等地。
- 1998年，普宁寺举办《承德普宁寺和维尔茨堡宫》邮票庆典暨尊胜佛母大型千供法会。[4]
- 2002年5月8日至10日，普宁寺举办“长寿佛灌顶、忏悔陀罗尼经灌顶”法会。[4]
- 2005年8月28日，为了庆祝普宁寺肇建250周年，普宁寺举办“胜乐王佛传承大法”，迎请青海扎隆寺寺主、天堂寺第四世嘉仪活佛来普宁寺主法，法会持续三天。[4]
- 2008年8月8日，普宁寺举办“北京奥运祈福法会”，祈愿2008年北京奥运会圆满成功。[11]
- 2008年9月27日，普宁寺举办“世界和平众生安居乐业祈愿”大法会。[12]
- 2008年11月22日，普宁寺举办“燃灯节万供”大法会。[13]
- 2009年6月28日，普宁寺举办戴林金刚上师升座庆典祈福法会。[14][15]